# X Games de Invierno Aspen 2011
La XV edición de los X Games de Invierno se celebró en Aspen (Estados Unidos) entre el 26 y el 30 de enero de 2011 bajo la organización de la empresa de televisión ESPN.
Se disputaron pruebas de esquí acrobático y snowboard.

## Medallistas de esquí acrobático

### Masculino
| Evento         | Oro                         | Plata                              | Bronce                       |
| -------------- | --------------------------- | ---------------------------------- | ---------------------------- |
| Campo a través | John Teller Estados Unidos  | Christopher Del Bosco · Canadá     | Casey Puckett Estados Unidos |
| Big air        | Alex Schlopy Estados Unidos | Bobby Brown Estados Unidos         | Sam Carlson Estados Unidos   |
| Slopestyle     | Sam Carlson Estados Unidos  | Russell Henshaw Australia          | Andreas Håtveit · Noruega    |
| Superpipe      | Kevin Rolland Francia       | Torin Yater-Wallace Estados Unidos | Simon Dumont Estados Unidos  |

### Femenino
| Evento         | Oro                   | Plata                          | Bronce                       |
| -------------- | --------------------- | ------------------------------ | ---------------------------- |
| Campo a través | Kelsey Serwa · Canadá | Ophélie David Francia          | Fanny Smith · Suiza          |
| Slopestyle     | Kaya Turski · Canadá  | Keri Herman Estados Unidos     | Grete Eliassen · Noruega     |
| Superpipe      | Sarah Burke · Canadá  | Brita Sigourney Estados Unidos | Rosalind Groenewoud · Canadá |

## Medallistas de snowboard

### Masculino
| Evento         | Oro                             | Plata                      | Bronce                           |
| -------------- | ------------------------------- | -------------------------- | -------------------------------- |
| Campo a través | Nick Baumgartner Estados Unidos | Kevin Hill · Canadá        | Nate Holland Estados Unidos      |
| Big air        | Torstein Horgmo · Noruega       | Sébastien Toutant · Canadá | Sage Kotsenburg Estados Unidos   |
| Slopestyle     | Sébastien Toutant · Canadá      | Mark McMorris · Canadá     | Tyler Flanagan Estados Unidos    |
| Superpipe      | Shaun White Estados Unidos      | Scott Lago Estados Unidos  | Louie Vito Estados Unidos        |
| Mejor método   | Scott Lago Estados Unidos       | Ross Powers Estados Unidos | Charles Guldemond Estados Unidos |

### Femenino
| Evento         | Oro                               | Plata                                  | Bronce                        |
| -------------- | --------------------------------- | -------------------------------------- | ----------------------------- |
| Campo a través | Lindsey Jacobellis Estados Unidos | Callan Chythlook-Sifsof Estados Unidos | Déborah Anthonioz Francia     |
| Slopestyle     | Enni Rukajärvi · Finlandia        | Jenny Jones Reino Unido                | Jamie Anderson Estados Unidos |
| Superpipe      | Kelly Clark Estados Unidos        | Kaitlyn Farrington Estados Unidos      | Elena Hight Estados Unidos    |